# ميليسا غاليانوس
ميليسا غاليانوس هي ممثلة كندية، ولدت في 26 سبتمبر 1979 بمونتريال في كندا.

## وصلات خارجية
- ميليسا غاليانوس على موقع IMDb (الإنجليزية)
- ميليسا غاليانوس على موقع ألو سيني (الفرنسية)
- ميليسا غاليانوس على موقع أول موفي (الإنجليزية)
- ميليسا غاليانوس على موقع قاعدة بيانات الفيلم (الإنجليزية)
- ميليسا غاليانوس على موقع كينوبويسك (الروسية)